# Malînove, Stanîcino-Luhanske
Malînove (în ucraineană Малинове) este un sat în comuna Nîjnea Vilhova din raionul Stanîcino-Luhanske, regiunea Luhansk, Ucraina.

## Demografie
Componența lingvistică a localității Malînove
     Rusă (78,08%)
     Ucraineană (21,92%)
Conform recensământului din 2001, majoritatea populației localității Malînove era vorbitoare de rusă (78,08%), existând în minoritate și vorbitori de ucraineană (21,92%).